# Tischino (Kaliningrad)
Tischino (russisch Тишино, deutsch Abschwangen) ist ein Ort in der russischen Oblast Kaliningrad. Er liegt im Rajon Bagrationowsk und gehört zur kommunalen Selbstverwaltungseinheit Stadtkreis Bagrationowsksk.

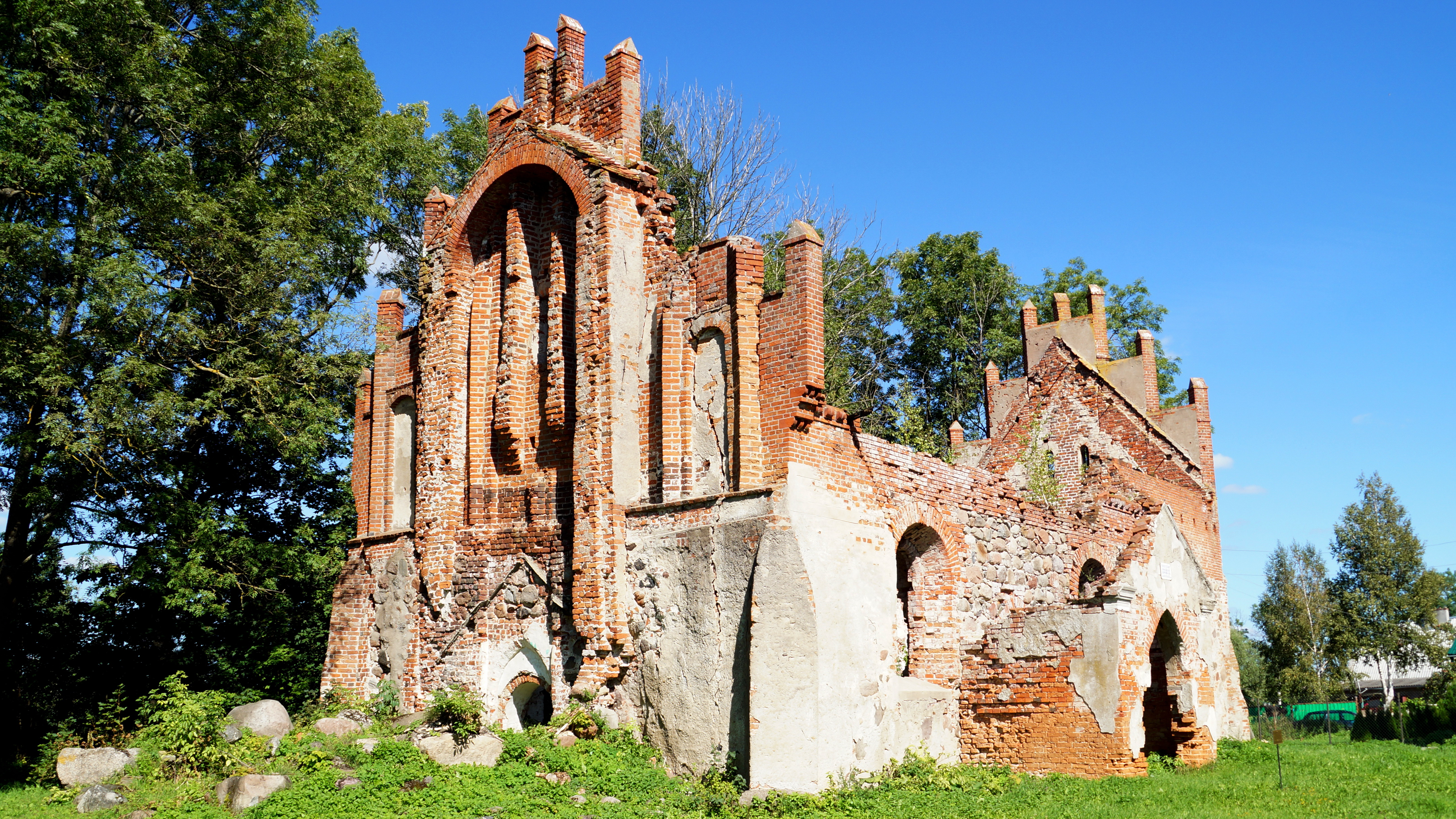
Ruine der evangelischen Pfarrkirche Abschwangen

Abschwangen, nordöstlich von Preußisch Eylau und nordwestlich von Friedland, auf einer Landkarte von 1910

## Geographische Lage
Die Ortschaft liegt in der historischen Region Ostpreußen, etwa 16 Kilometer nordnordöstlich  der Stadt Bagrationowsk (Preußisch Eylau). 

## Ortsname
Der bis 1947 geltende Name Abschwangen war prußischer Herkunft und setzte sich aus „abse“ (= Espe) und „wangus“ (= Busch, Gesträuch) zusammen, bedeutete also so viel wie „Espenbusch“. Andere Namensformen waren „Abswangin“ (1407), „Abiswange“ (1437), „Apschwangen“ (1508) „Abswangen“ (1541). Diese Ortsbezeichnung gab es damals nur hier. Der heutige Name Tischino wurde von den Neusiedlern aus dem Dorf (Derewnja) Tischino in der russischen Oblast Rjasan mitgebracht.

## Geschichte
Das alte Kirchdorf Abschwangen wurde im Jahr 1365 als deutsches Zinsbauerndorf gegründet, wahrscheinlich von dem Brandenburger Komtur Kuno von Hattenstein. Im Jahr 1782 war Abschwangen ein königliches Bauerndorf mit einer Kirche, die eine Filiale von Almenhausen war, und  39 Feuerstellen (Haushaltungen).
Am 7. Mai 1874 wurde der Ort namensgebend für den neu errichteten Amtsbezirk Abschwangen, der bis zum Jahr 1945 zum Landkreis Preußisch Eylau im Regierungsbezirk Königsberg in der preußischen Provinz Ostpreußen des Deutschen Reichs gehörte. Der Amtsbezirk setzte sich aus vier Landgemeinden und fünf Gutsbezirken zusammen:
| Name (bis 1946)          | Name (seit 1946) | Bemerkungen                                        |
| ------------------------ | ---------------- | -------------------------------------------------- |
| Landgemeinde Abschwangen | Tischino         |                                                    |
| Landgemeinde Almenhausen | Kaschtanowo      |                                                    |
| Landgemeinde Bönkeim     | Iljuschino       |                                                    |
| Gutsbezirk Bönkeim       | Iljuschino       | 1928 in die Landgemeinde Bönkeim eingegliedert     |
| Gutsbezirk Freudenthal   | NN.              | 1928 in die Landgemeinde Almenhausen eingegliedert |
| Gutsbezirk Groß Waldeck  | Ossokino         | 1928 in die Landgemeinde Mostitten eingegliedert   |
| Gutsbezirk Klein Waldeck | Nowosjolki       | 1928 in die Landgemeinde Mostitten eingegliedert   |
| Landgemeinde Mostitten   | Ostrowskoje      |                                                    |
| Gutsbezirk Wisdehnen     | Ljubimowo        | 1928 in die Landgemeinde Bönkeim eingegliedert     |

Im Jahr 1910 zählte die Landgemeinde Abschwangen 533 Einwohner. Während des Ersten Weltkrieges kam es am 29. August 1914 in Abschwangen zu einem Massaker, bei dem russische Soldaten 74 Zivilisten töteten. Das Dorf wurde vollständig niedergebrannt. Im Jahr 1933 betrug die Einwohnerzahl 574 und stieg bis zum Jahr 1939 auf 608.
Gegen Ende des Zweiten Weltkrieges wurde Abschwangen im Frühjahr 1945 mit dem nördlichen Ostpreußen von der Sowjetunion besatzungsrechtlich in eigene Verwaltung genommen. Der Amtsbezirk, der am 1. Januar 1945 noch aus den Gemeinden Abschwangen, Almenhausen, Bönkeim und Mostitten bestand, wurde aufgelöst. Abschwangen erhielt 1947 die Ortsbezeichnung Tischino. Bis 1954 war Tischino Sitz eines Dorfsowjets im Rajon Bagrationowsk. Später war der Ort in den Dorfsowjet Tschechowski selski Sowet eingegliedert. Von 2008 bis 2016 gehörte der Ort zur Landgemeinde Gwardeiskoje selskoje posselenije und seither zum Stadtkreis Bagrationowsk.

## Verkehr
Durch den Ort verläuft die russische Regionalstraße 27A-083 (ex A 196, ehemalige deutsche Reichsstraße 131), die von Kaliningrad (Königsberg) bis nach Krylowo (Nordenburg) an der russisch-polnischen Grenze führt und vor 1945 bis nach Angerburg (heute polnisch: Węgorzewo) und Arys (Orzysz) reichte.
Bis 1945 bestand Bahnanschluss über die Bahnstation in Neu Waldeck (heute russisch: Kaschtanowo) an der Bahnstrecke von Königsberg (Kaliningrad) nach Angerburg (Węgorzewo), die nicht mehr in Betrieb genommen wurde.

## Kirche

### Bis 1945
Die ehemalige Evangelische Pfarrkirche stammt wahrscheinlich noch aus dem 14. Jahrhundert und gehörte zum Kloster Patollen, das in der Reformationszeit aufgelöst und übereignet wurde. Der von 1858 stammende Holzturm im Westen stürzte nach 1945 ein und wurde abgerissen. Die Innenausstattung aus dem 18. Jahrhundert wurde ebenfalls vernichtet.
(siehe hierzu den Hauptartikel Kirchspiel Almenhausen / Abschwangen)

### Seit 1946
In der Zeit der Sowjetunion war kirchliches Lebens nicht möglich. Erst in den 1990er Jahren bildeten sich in der russischen Oblast Kaliningrad neue Kirchengemeinden, darunter auch die Tischino am nächsten liegenden Gemeinden in Gwardeiskoje (Mühlhausen) und Domnowo (Domnau). Beide sind Filialgemeinden der Auferstehungskirche in Kaliningrad (Königsberg) in der Propstei Kaliningrad der Evangelisch-lutherischen Kirche Europäisches Russland (ELKER).